# Аллентаун (Пенсильвания)
А́ллентаун (англ. Allentown) — город на востоке штата Пенсильвания в округе Лихай. Это третий по величине город Пенсильвании после Филадельфии и Питтсбурга. По состоянию на 2004 год, численность населения составляла 106732 человека.
Аллентаун расположен на реке Лихай и является административным центром округа Лихай. Он самый крупный из трёх смежных городов, составляющих конурбацию восточной Пенсильвании и западного Нью-Джерси, известную как долина Лихай, включающую в себя Аллентаун, Бетлехем и Истон. Аллентаун находится в 97 км к северу от Филадельфии — шестого по количеству населения города США, в 130 км к востоку от Гаррисберга — столицы штата, и в 140 км к западу от Нью-Йорка — самого населённого города страны.
В городе находятся два четырёхгодичных колледжа: Сидар Крест и Мюленберг.
Воздушное сообщение осуществляется через аэропорт Лихай Вэли (ИАТА: ABE, ИКАО: KABE).
Город был основан в 1762 году Уильямом Алленом и носил название Нортгемптонтаун, а в 1932 году переименован в честь его основателя.
О городе Аллентаун и соседнем Бетлехеме поётся в песне Билли Джоэла «Аллентаун».

## Экономика

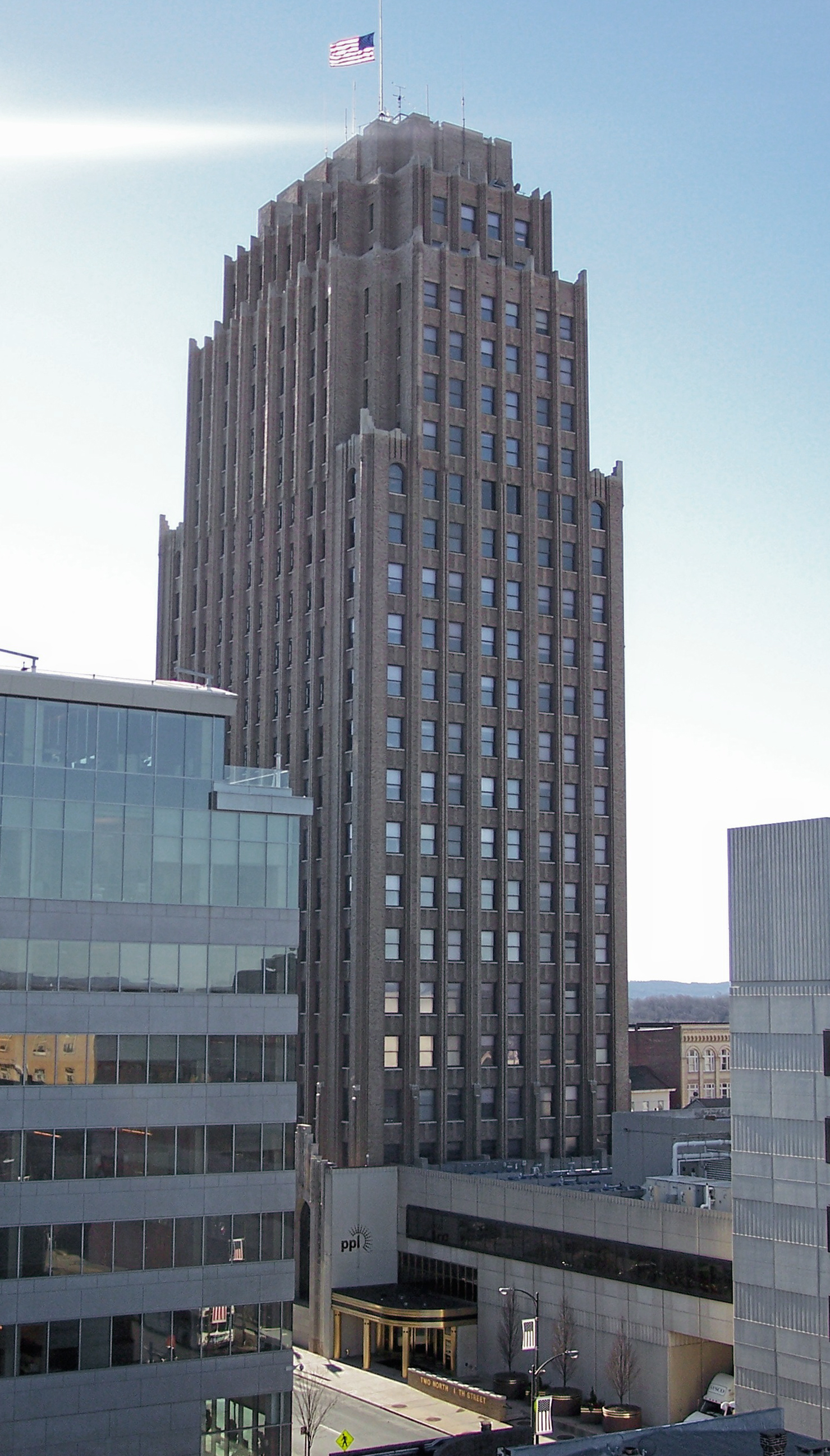
Деловой центр Аллентауна

В городе располагаются штаб-квартиры следующих крупных компаний:
- Mack Trucks — производство тяжёлых грузовиков (до 2009 года).
- Air Products and Chemicals — производитель технических газов.
- PPL Corporation (англ.) — энергетическая компания.

Как и в большинстве городов Пенсильвании, жители заняты в основном в сфере обслуживания.

## Достопримечательности и культура
- симфонический зал и симфонический оркестр города Аллентаун
- развлекательный парк и аквапарк Dorney Park&Wildwater Kingdom в окрестностях города

## Климат
- Среднегодовая температура — +10,6 C°
- Среднегодовая скорость ветра — 3,3 м/с
- Среднегодовая влажность воздуха — 69 %

| Показатель                | Янв.  | Фев.  | Март  | Апр.  | Май  | Июнь | Июль | Авг. | Сен. | Окт. | Нояб. | Дек.  | Год   |
| ------------------------- | ----- | ----- | ----- | ----- | ---- | ---- | ---- | ---- | ---- | ---- | ----- | ----- | ----- |
| Абсолютный максимум, °C   | 22,2  | 24,4  | 30,6  | 33,9  | 36,1 | 37,8 | 40,6 | 37,8 | 37,2 | 33,3 | 27,2  | 22,2  | 40,6  |
| Средний максимум, °C      | 2,2   | 4,3   | 9,7   | 16,3  | 21,9 | 26,7 | 29,0 | 28,0 | 23,8 | 17,6 | 11,4  | 4,7   | 16,3  |
| Средняя температура, °C   | −2,3  | −0,7  | 3,9   | 9,9   | 15,5 | 20,6 | 23,0 | 22,1 | 17,7 | 11,4 | 5,9   | 0,2   | 10,6  |
| Средний минимум, °C       | −6,9  | −5,7  | −1,8  | 3,6   | 9,1  | 14,5 | 17,1 | 16,1 | 11,6 | 5,2  | 0,5   | −4,4  | 4,9   |
| Абсолютный минимум, °C    | −26,1 | −24,4 | −20,6 | −11,1 | −2,2 | 3,9  | 7,8  | 5,0  | −1,1 | −6,1 | −16,1 | −22,2 | −26,1 |
| Норма осадков, мм         | 77    | 69    | 86    | 90    | 105  | 110  | 126  | 94   | 117  | 99   | 89    | 91    | 1153  |
| Источник: Погода и климат |       |       |       |       |      |      |      |      |      |      |       |       |       |